# After School Session
After School Session (рус. После школьной сессии) — дебютный студийный альбом американского певца Чака Берри.
Пластинка больше компиляция синглов, выпущенных на протяжении двух лет, чем специально запланированный альбом. В альбом не вошли такие ключевые ранние песни с синглов Берри как «Maybellene», «Thirty Days», «Roll Over Beethoven» и «You Can’t Catch Me» — все они вошли в звуковую дорожку к фильму «Rock, Rock, Rock» (1956). Заглавный сингл альбома занял 3-е место в хит-параде в категории «поп» журнала «Биллборд».

## Список композиций
Сторона А
1. «School Days» — 2:43
2. «Deep Feeling» — 2:21
3. «Too Much Monkey Business» — 2:56
4. «Wee Wee Hours» — 3:05
5. «Roly Poly» — 2:51
6. «No Money Down» — 2:59

Сторона Б
1. «Brown Eyed Handsome Man» — 2:19
2. «Berry Pickin'» — 2:33
3. «Together (We’ll Always Be)» — 2:39
4. «Havana Moon» — 3:09
5. «Downbound Train» — 2:51
6. «Drifting Heart» — 2:50

Все композиции написаны Чаком Берри.

## Альбомные синглы
- Maybelline / Wee Wee Hours (1955)
- Thirty Days / Together (We’ll Always Be) (1955)
- No Money Down / Down Bound Train (1955)
- Roll Over Beethoven / Drifting Heart (1956)
- Brown Eyed Handsome Man / Too Much Monkey Business (1956)
- You Can’t Catch Me / Havana Moon (1956)
- School Days / Deep Feeling (1957)